# Bob Hanning

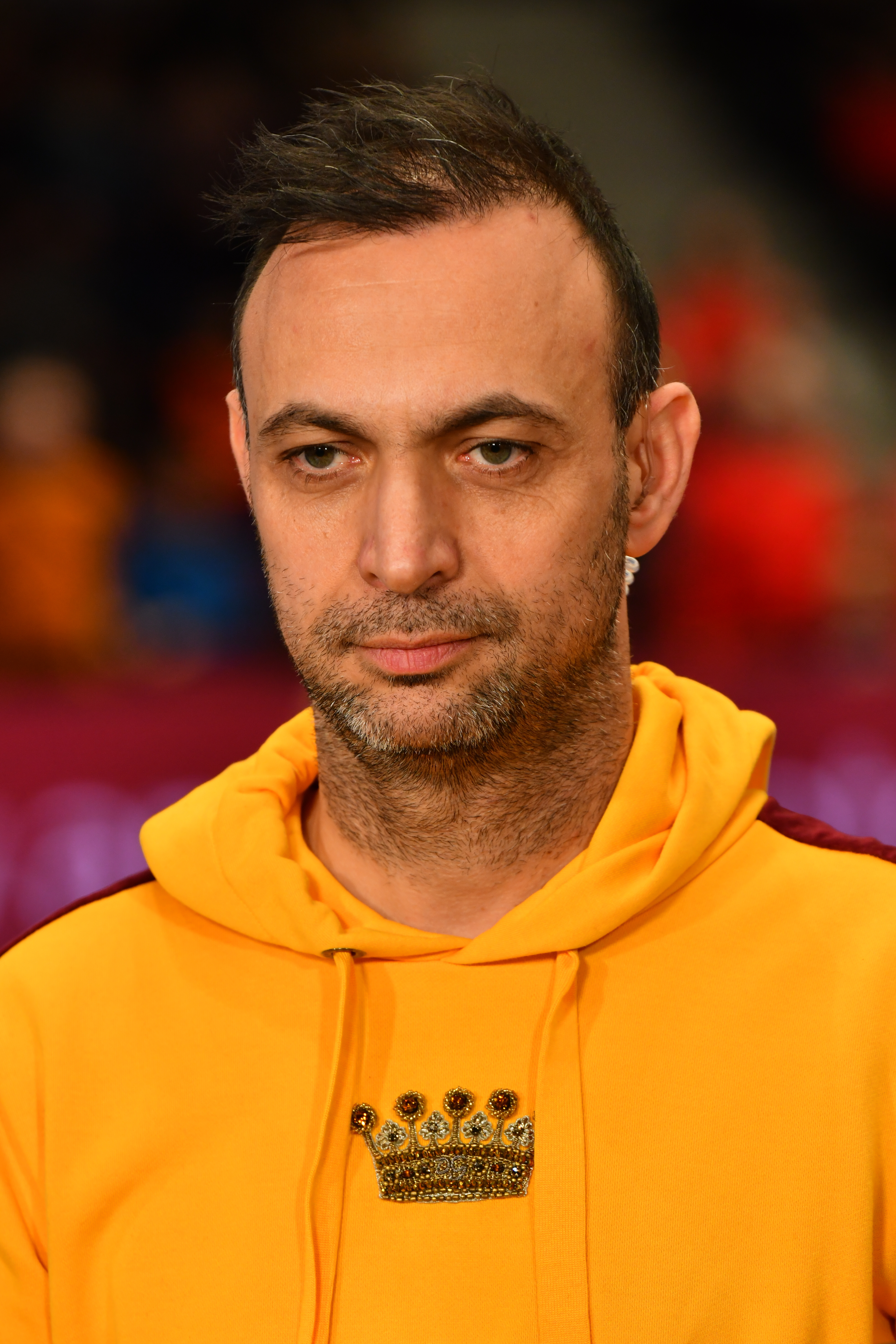
Bob Hanning (2020)

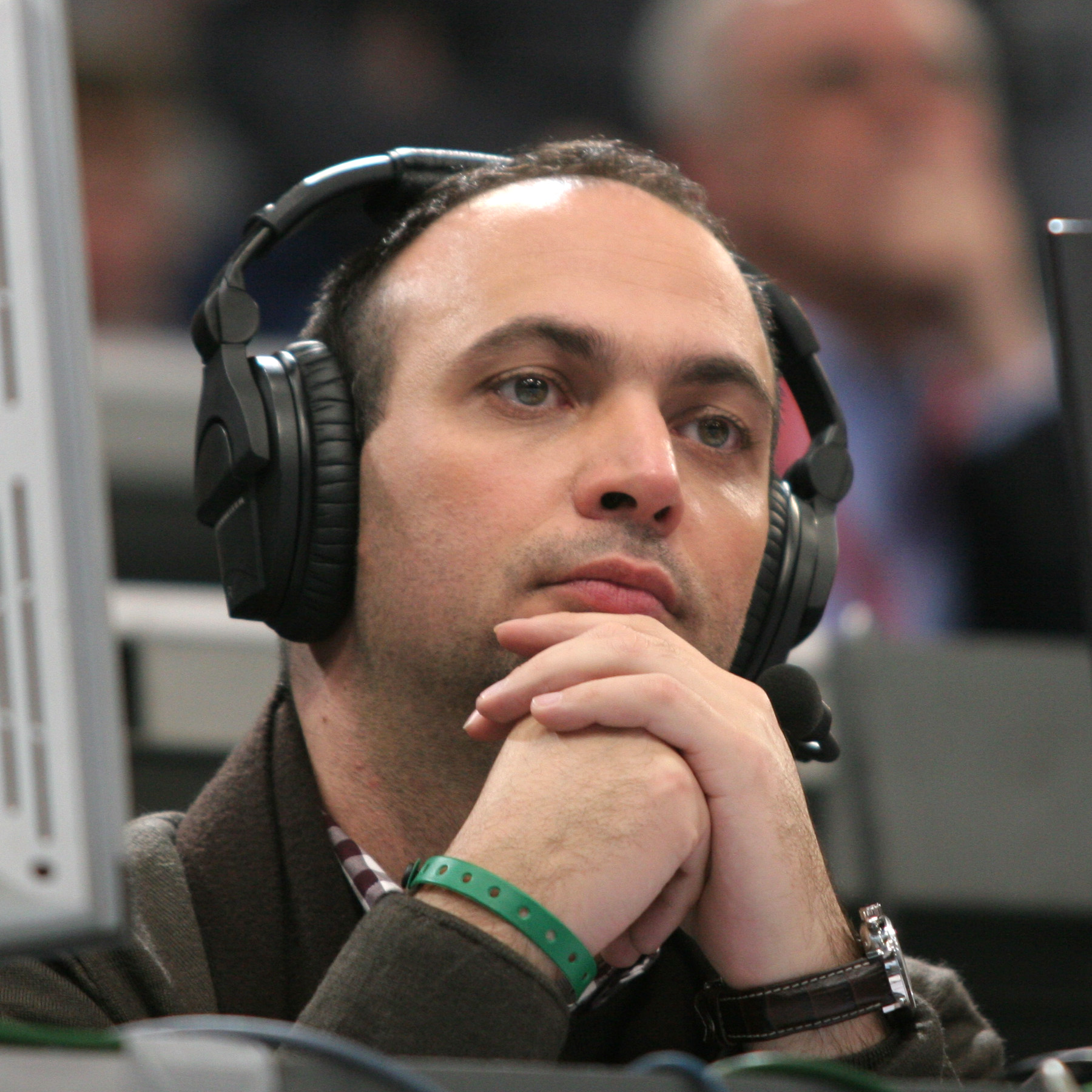
Bob Hanning, als Co-Kommentator (2008)

Hans Robert „Bob“ Hanning (* 9. Februar 1968 in Essen) ist ein deutscher Handballtrainer und Sportfunktionär.

## Karriere
Seine Karriere als Trainer begann beim TV Cronenberg in Essen. Anschließend wurde er Co-Trainer und A-Jugendtrainer bei TUSEM Essen. Seine nächste Trainerstation war die SG Solingen. Mit dieser Mannschaft stieg er in die Handball-Bundesliga auf.
Bis zu den Olympischen Spielen in Sydney im Jahr 2000 war Hanning Assistent von Bundestrainer Heiner Brand und Cheftrainer der B-Nationalmannschaft. Anschließend wechselte er als Trainer zum HC Wuppertal und danach zur SG Willstätt/Schutterwald. Zugleich war er DHB-Stützpunkttrainer der Jugend.
Am 17. Dezember 2002 löste er beim HSV Hamburg den gekündigten Trainer Anders Fältnäs ab. Am 2. Mai 2005 trat Hanning nach einer „Spielerrevolte“ zurück und löste seinen Vertrag mit dem HSV auf.
Im Juli 2005 holte ihn der CDU-Politiker und Unternehmer Frank Steffel als Geschäftsführer der Reinickendorfer Füchse Handball Vermarktungsgesellschaft mbH in Berlin, die der wirtschaftliche Träger der Füchse Berlin ist. Dieses Amt hat er seither inne. Mit Hanning als Manager sowie mit Trainer Jörn-Uwe Lommel feierten die Füchse Berlin am Saisonende 2006/07 den Aufstieg in die erste Bundesliga und hielten in der Folgesaison die Klasse. Im Jahr 2011 qualifizierten sich die Füchse Berlin unter Hannings Führung erstmals für die EHF Champions League.
Hanning ist für seine Jugendarbeit bekannt. In Berlin trainiert er die A-Jugend der Füchse. Hanning gilt als Entdecker von Torsten Jansen und Florian Kehrmann, die er beide bei der SG Solingen trainierte. Im Jahr 2006 holte Hanning das noch unbekannte Talent Konrad Wilczynski aus Österreich nach Berlin. Mit 237 Toren wurde Wilczynski in der ersten Saison im Oberhaus sofort bester Torjäger der Liga.
Der gelernte Kaufmann Hanning war häufig Co-Kommentator bei Handballspielen auf Sport1. Seinen Spitznamen „Napoleon“, den er aufgrund seiner Statur, seines Aussehens und Auftretens trägt, hat er durch entsprechende Fotos in napoleonischen Uniformen selbst karikiert.
Im Oktober 2011 erhielt Hanning den Verdienstorden des Landes Berlin durch den Regierenden Bürgermeister Klaus Wowereit verliehen. Die Bundeshauptstadt ehrte damit seine Verdienste und sein Engagement in der Sportstadt Berlin.
Zwischen 2013 und 2021 war Hanning Vizepräsident des Deutschen Handballbundes. Ab der Saison 2021/22 trainierte er den Zweitligisten 1. VfL Potsdam, mit dem der Übungsleiter im Sommer 2022 den Aufstieg aus der 3. Liga in den Unterbau der Handball-Bundesliga feierte. Im Jahr 2024 gab er das Traineramt ab.
Im Oktober 2021 sorgte Hanning aufgrund des Erscheinens seiner Autobiographie Hanning. Macht. Handball. für Gesprächsstoff, weil bereits vor Erscheinen des Buches Auszüge veröffentlicht wurden, in denen es um seine von Konflikten geprägte Beziehung zu Heiner Brand geht. So schreibt Hanning unter anderem, dass er sich im August 2015 am Totenbett seiner Mutter schwor, nicht auf Brands Beerdigung zu gehen.
Im Januar 2025 wurde Hanning als Trainer der italienischen Nationalmannschaft vorgestellt.

## Sportliche Erfolge
- Aufstiege in alle Ligen (Verbandsliga bis Bundesliga)
- Deutscher A-Jugendmeister: 1994 mit Tusem Essen und 2011 mit der SG Spandau/Füchse Berlin
- Deutscher B-Jugendmeister mit der SG Spandau/Füchse Berlin
- Euro-City-Cup 1994 als Co-Trainer mit TUSEM Essen
- Bronze bei der Europameisterschaft 1998 in Bozen und Meran als Co-Trainer der Nationalmannschaft
- Supercup 1998 als Co-Trainer der Nationalmannschaft
- DHB-Supercup 2004 mit dem HSV Hamburg